# 生活點滴
《生活點滴》（英語：Life in Pieces）是一部美國电视情景喜剧，于2015年9月21日在CBS首播的情景喜劇。

## 演員和角色
- 柯林·漢克斯 飾演 格雷格·蕭特
- 贝特西·布蘭特（英语：Betsy Brandt） 飾演 希瑟·休斯
- 托馬斯·薩多斯基 飾演 馬特·蕭特
- 佐伊·利斯特·瓊斯（英语：Zoe Lister-Jones） 飾演 珍·蕭特
- 丹·巴克道尔（英语：Dan Bakkedahl） 飾演 蒂姆·休斯
- 安赫利奎·卡布拉尔（英语：Angelique Cabral） 飾演 歌蓮·布蘭登·奥特加
- 尼爾·坎寧安 飾演 泰勒·休斯
- 霍莉·J.·巴雷特 飾演 薩曼莎·休斯
- 吉賽爾·艾森柏格 飾演 索菲亞·休斯
- 亨特·清（英语：Hunter King） 飾演 克萊門汀·休斯
- 詹姆斯·布罗林（英语：James Brolin） 飾演 約翰·蕭特
- 黛安·韦斯特 飾演 瓊·蕭特